# Google助理
Google助理（英語：Google  Assistant)是Google开发的智慧型個人助理，于2016年5月在Google I/O发布。与Google即时不同，Google助理可以参与双向对话。Google助理目前被集成在Allo应用、Google Home设备、Android Nougat或以上的設備、Pixelbook、Wear OS、Android TV、iOS和Android Auto。

## 支援環境
搭載Google Play服務且作業系統為Android 5.0（Lollipop）以上、記憶體1GB以上、螢幕解析度720p以上的手機與平板。初次設定Google Search app更新至最新版本。
Google计划自2025年开始逐步将搭载Android 10或更高版本的Android设备、iOS设备及Google Nest等其他设备上的Google助理升级为Gemini。Google助理此后仅支持中低端手机，或搭载Android 9或更低版本的Android设备。

## 历史
Google助理在2016年5月18日的开发者大会上作为智能音箱Google Home和新的信息程序Allo的一部分首次揭晓；Google的CEO孙达尔·皮柴解释道，Google助理以对话式的和双向的体验设计，可以带来一种“跨设备的环绕式体验”。该月后面的时间，Google委任Google涂鸦的团队领导者萊恩·傑米克（Ryan Germick），并聘用了皮克斯动画工作室的前動畫師愛瑪·科茲（Emma Coats）去开发“一个稍微更有个性的个人助理”。

### 多平台支持
作为Allo和Google Home之外的系统级整合，Google助理最初只独家开放智能手机Pixel與Pixel XL使用。2017年2月，Google宣布，在部分英语国家市场，已开始运行Android Marshmallow或Nougat的Android智能手机上可以使用Google助理。但Android平板电脑则被排除在发行计划之外。Google助理也在Android Wear 2.0上推出，并将支援未来版本的Android TV和Android Auto。2017年10月，Google Pixelbook成为了首个可以使用Google助理的平板电脑。而之后，Google Pixel Buds也开放了支援。2017年12月，Google宣布个人助理将会通过Google Play服務更新在运行Android Lollipop的手机以及运行6.0 Marshmallow和7.0 Nougat系统的平板电脑上发布。
2017年5月15日，Android Police报道称Google助理将作为单独的应用程序进入iOS操作系统。两天后，在Google开发者大会，该信息得到了证实。
在2018年1月的一个消費電子展，第一个由Google助理驱动的智能显示器发行。这些智能显示器在联想、索尼、JBL和LG的项目中展示。

### 开发者支持
2016年12月，Google设立了“Actions on Google”，一个为Google助理打造的开发者平台。“Actions on Google”允许第三方开发者为Google助理开发内部小程序。2017年3月，Google添加了用于在“Actions on Google”上进行开发的新工具，以支持为Google助理开发游戏。最初“Actions on Google”只适用于智能音箱Google Home。但2017年5月，“Actions on Google”拓展到了Android和iOS平台，并同时引入了一个概览兼容产品与设备的App名录。为激励开发者，Google宣布举办一个比赛，第一名可以获得2018年开发者大会的入场券、$10,000，以及游览Google园区的机会。第二名和第三名则可以获得一个Google Home，并分别可以取得$7,500和$5,000的奖金。
2017年4月，Google发行了一个軟體開發套件，允许第三方开发者开发能够运行Google助理的硬件。因此，Google助理可应用于树莓派、奥迪汽车、沃尔沃汽车、iRobot、LG、通用电气和友訊科技等企业的智能家电，包括冰箱、洗衣机和烤箱。Google于2017年12月更新了開發套件，添加了以前仅支持Google Home智能扬声器和Google Assistant智能手机的多项功能，包括：
- 让第三方设备制造商为各自的产品加入自己的“Actions on Google”指令
- 加入基于文本的交互和更多语言
- 允许用户为设备设置精确的地理位置，以改善针对特定位置的查询。[39][40]

2018年5月2日，谷歌在他们的博客上宣布了一项新计划，该计划专注于通过早期创业公司对Google助理的未来进行投资。该项目希望建立一个使开发人员可以为其用户提供更丰富体验的环境。

### 声音
Google助理最初选用琪琪·贝瑟尔（Kiki Baessell）的声音为美国女性声音，自2010年以来，该声音一直是Google Voice语音信箱系统的声音。在2018年5月8日的开发者大会上，Google的SEO宣布为个人助理加入六种新的声音，其中一个是歌手約翰·傳奇的。DeepMind开发的语音合成器WaveNet大大减少了语音演员创建语音模型所需的音频样本数量。2019年10月11日，演员伊莎·蕾的声音也被宣布将成为Google助理语音的新选择，用户可以通过“Okay, Google, talk like Issa”的指令激发此选项。

## 交互

### 输入与输出
Google助理支持多种语言的语音识别。2018年8月，Google助理加入了双语功能，但仅限设备支持的语言使用。在默认选项下，Google助理不支持文本转录的句讀和拼寫等基本功能。不过在Beta版中，英语使用者可以要求“检测并在转录结果中插入标点符号”。语音转文本可以识别逗号、问号和句号。
2017年5月，Google宣布个人助理将支持键盘输入功能。通过键盘输入，用户可以查询与个人助理的历史对话记录，以编辑或删除以前输入的语句。但删除语句时，个人助理会提醒用户它使用以前的活动记录来提供更实用的服务。

### 功能
Google助理可以提供与Google即时类似的功能有搜尋網路、安排行程與鬧鈴、調整用戶裝置的硬體設定，以及顯示用戶Google帳號內的資訊。但不像Google即時資訊，Google助理使用Google的自然语言处理介入雙向對話，搜尋結果會以卡片格式呈現並與用戶互動。2017年2月，Google宣布讓Google Home的用戶可以完全以聲音通过Google Express购物服务购买全食超市、好市多、沃爾格林、PetSmart和Bed Bath & Beyond的部分商品。在接下来的几个月中，随着新的合作伙伴关系的建立，其他一些零售商的商品购买也加入了服务。使用Google助理可以管理购物清单；该模块以前是在Google Keep上应用的，但于2017年4月移至Google Express和Google Home中，导致了部分功能缺失。
2017年5月，Google宣布个人助理将支持物体识别、在线汇款等功能。同年11月，个人助理增加了识别当前正在播放的歌曲功能。2018年7月，Google Home版本的个人助理加入了单个语音指令触发的多个操作的功能。

### Google Duplex
在2018年5月，Google推出了Google助理的扩展功能Duplex。它可以通过模仿人类语音来进行自然对话，其方式与語音自動電話类似。Duplex可以自主完成如致电美发沙龙进行预约、安排餐厅预订以及致电企业以确认假期营业时间等动作。通过使用例如“ hmm”和“ uh”之类的填充词，“mhm”和“gotcha”之类的常用口语，以及许多拟人化的語調和响应延迟进行语音干扰，Duplex可以用更自然的声音和用语进行交流。2018年年底，位于亚特兰大、纽约、凤凰城和旧金山的Pixel用户可以使用Duplex进行餐厅预订。

#### 批评
Duplex发布之后引发了人们对诸如Duplex之类的人工智能技术导致的道德和社会问题的关注。例如，在与Duplex通话时，人类可能不会意识到他们正在与数字机器人通话。一些批评家认为Duplex的面世是不道德或具欺骗性的。此外，由于与Duplex的对话会以帮助个人助理分析和回应的理由记录下来，该功能导致的隐私问题亦引发了人们的担忧。隐私权倡导者还关心从消费者那里收集的数百万个声音样本反馈到虚拟助手的算法中具体采用了何种方式，从而每次使用时，人工智能变得更加智能化。虽然这些功能可以使用户体验个性化，但批评家们无法确定给“该公司以前所未有的规模获取对下一个人工智能阶段至关重要的个人模型和偏好”有什么长期影响。
对于上述批评，Google随后在一份声明中进一步澄清说：“我们正在设计内置信息披露的功能，我们将确保该系统能被正确识别。”Google亦补充说，在某些司法管辖区，个人助理会通知电话另一端的人通话过程正被记录。